# 勝元鈍穴
勝元 鈍穴（かつもと どんけつ、文化7年6月15日（1810年7月16日） - 明治22年（1889年）4月9日）は、幕末から明治前期の作庭家。近江国出身。

## 略歴
文化7年（1810年）近江坂田郡勝村（現滋賀県長浜市勝町）に生まれ、字は子接、通称は源吾と称した。勝村は勝海舟の勝家発祥の地とされる。茶道遠州流中興の立役者と言われる坂田郡国友村の辻宗範の門人となり、茶道・南画・和歌・築庭などを学んだ。茶道では宗益、南画では蘭谷または蘭岳、築庭では鈍穴と号し、茶道・南画・俳句・和歌・狂歌・華道・礼法・築庭から医術に至るまで諸道に通じ、人格高潔で、また芸術的天才の面を大いに発揮したと伝えられている。中でも、特に築庭に才を発揮した。
30歳の頃、東は常陸・西は丹波・北は加賀・南は河内を遊歴し、その間に頼まれるままに527箇所の庭園を築いたとされる。晩年は、神崎郡五個荘町金堂（現東近江市五個荘金堂町）に定住し、明治22年（1889年）に没した。終生独身であったため子孫はいないが、育成した門弟は数千に及ぶと言われ、著書『造庭伝』3巻は、築庭における貴重な文献と今なおされている。長浜市や神崎郡・蒲生郡の旧家・社寺の庭園には、勝元鈍穴が築いた庭が今もあり、俗に「鈍穴の庭」といわれている。

## 関連書籍
- 「近江作庭家の系譜 小堀遠州・鈍穴・西澤文隆」（角省三著 サンライズ出版 2010年）
- 「ランドスケープ研究 日本造園学会誌 72(5)」「『庭造図絵秘伝』等3著作にみられる鈍穴の作庭論について 駒井克哉・村上修一著）（日本造園学会  2009年3月）
- 「ランドスケープ研究 日本造園学会誌 73(5)」「『庭造図絵秘伝』及び実作にみる鈍穴こと勝元宗益(1810～1889年)の石組意匠 堤雄一郎・村上修一著）（日本造園学会  2010年3月）

著作
- 「作庭書 3巻」（勝元鈍穴 1879年）
  - 『庭造図絵秘伝』（上巻）
  - 『茶室囲庭造秘伝記』（中巻）
  - 『神道庭造ならびに席囲寸法録』（下巻）

## 鈍穴の庭
- 「豊会館又十屋敷 松前庭園」 1842年築庭（犬上郡豊郷町下枝56）
- 「沙沙貴神社 庭園」 1889年築庭（近江八幡市安土町常楽寺1）
- 「杉原氏庭園」（近江八幡市安土町）
- 「外村繁邸 庭園」 築庭年不明（東近江市五個荘金堂町）
- 「中江邸 庭園」 築庭年不明（東近江市五個荘金堂町）
- 「（初代能登川町長）田附新兵衛氏邸 庭園」（滋賀県東近江市佐野町35）
- 「弘誓寺 庭園」 築庭年不明（東近江市建部下野町282）
- 「松樹館(旧松居久右衛門邸) 庭園」 築庭年不明(東近江市五個荘竜田町)
- 「即徳寺 庭園」 築庭年不明